# Nikolaj Lebedev
Nikolaj Igorevič Lebedev (in russo Николай Игоревич Лебедев?; Kišinëv, 16 novembre 1966) è un regista e sceneggiatore russo.
Ha diretto le riprese del film fantasy russo Wolfhound.

## Biografia
Ha conseguito il diploma di sceneggiatore all'Università statale pan-russa di cinematografia (VGIK) nel 1993. Ha realizzato svariati film per la televisione moldava, ed ha scritto come coautore vari romanzi gialli.

## Filmografia

### Regista
- Ночлег. Пятница (1991)
- Zmeinyj istočnik (1997)
- Poklonnik (1999)
- Zvezda (2002)
- Изгнанник (2004)
- Wolfhound (2007)
- Фонограмма страсти (2010)
- Leggenda №17 (2013)
- Экипаж (2015)
- The Crew - Missione impossibile (Ekipazh) (2016)

### Sceneggiatore
- Звезда (2002)
- Изгнанник (2004)